# Shiho Onodera
Shiho Onodera (小野寺 志保, Onodera Shiho, Yamato, 18 november 1973) is een voormalig Japans voetbalster.

## Carrière
Onodera speelde voor onder meer Nippon TV Beleza.
Zij nam met het Japans vrouwenvoetbalelftal deel aan de Wereldkampioenschappen in 1995, maar zij kwam tijdens dit toernooi niet in actie. Zij nam met het Japans nationale vrouwenelftal deel aan de Olympische Zomerspelen in 1996. Zij speelde de wedstrijd tegen Noorwegen. Japan werd uitgeschakeld in de groepsfase. Zij nam met het Japans vrouwenelftal deel aan de Wereldkampioenschappen in 1999, 2003 en de Olympische Zomerspelen in 2004. Zij kwam tijdens dit toernooi niet in actie.

## Statistieken
| Japans vrouwenvoetbalelftal | Japans vrouwenvoetbalelftal | Japans vrouwenvoetbalelftal |
| Jaar                        | Wed.                        | Dlp.                        |
| --------------------------- | --------------------------- | --------------------------- |
| 1995                        | 4                           | 0                           |
| 1996                        | 4                           | 0                           |
| 1997                        | 0                           | 0                           |
| 1998                        | 2                           | 0                           |
| 1999                        | 1                           | 0                           |
| 2000                        | 2                           | 0                           |
| 2001                        | 3                           | 0                           |
| 2002                        | 2                           | 0                           |
| 2003                        | 2                           | 0                           |
| 2004                        | 3                           | 0                           |
| Totaal                      | 23                          | 0                           |